# Državna cesta D504
D504 je bila državna cesta u Hrvatskoj. Ukupna duljina iznosila je 9,9 km.